# Égouts de Montréal
 (août 2022).
Si vous disposez d'ouvrages ou d'articles de référence ou si vous connaissez des sites web de qualité traitant du thème abordé ici, merci de compléter l'article en donnant les références utiles à sa vérifiabilité et en les liant à la section « Notes et références ».
Les égouts de Montréal sont un réseau de près de 5 000 kilomètres de conduits souterrains collectant et évacuant les eaux de ruissellement provenant principalement des pluies ainsi que les eaux usées produites par les activités humaines sur le territoire de l’île de Montréal et de l’île Bizard.

## Histoire
Les Premières Nations utilisaient déjà depuis des siècles les terres entourant l'embouchure de la Petite Rivière lorsque Samuel de Champlain reconnaît le potentiel de cet endroit en 1611 pour l'établissement du village qui deviendra Montréal.
Au XVIIe siècle les sulpiciens creusent le canal Saint-Gabriel entre la rivière Saint-Pierre, dont l'embouchure est à Verdun, et la Petite Rivière qui prend alors le nom de Petite rivière Saint-Pierre. Premier égout à ciel ouvert de la ville, ses eaux deviennent dangereusement polluées avec le développement de cette dernière.

### Canalisation précoce
Au début du XIXe siècle, la démolition des fortifications permet aux faubourgs en périphérie de la ville de se développer. Avec l’accroissement de la population et des rejets liés à l'activité humaine, les citoyens et les autorités sont de plus en plus préoccupés par l'insalubrité de la Petite Rivière qui se déverse dans le fleuve à la Pointe-à-Callière. Une épidémie de choléra survient à l’été 1832. Toujours en 1832, la construction d'un imposant égout en pierre permet de canaliser la Petite Rivière sous terre entre les rues McGill et Saint-François-Xavier. L'espace ainsi gagné permet de construire un nouveau marché, le marché Sainte-Anne, au dessus de l'égout collecteur. En 1838, l'égout collecteur est complété jusqu'à l'embouchure de la Petite Rivière. Cet ouvrage est parfois appelé le collecteur William en raison du fait que l'égout collecteur construit sous la rue William, à l'ouest de la rue McGill, est venu plus tard s'y connecter. Cet ouvrage est considéré comme un bijou d’ingénierie Victorienne. La même décennie la rivière Saint-Martin, plus au nord, est canalisée à son tour sous la rue Craig (aujourd'hui rue Saint-Antoine) entre le pont Saint-Antoine et la rue Saint-Laurent.
La construction des égouts secondaire est laissée en partie à la charge des propriétaires. D'un diamètre allant de 45 centimètres (1 pied 1/2) à 90 cm (3 pi) ces canalisation circulaires de brique ou de bois forment un réseau disparate. En 1856, Montréal compte 43 kilomètres d'égouts principaux se déchargeant dans le fleuve à trois endroits (le bassin King-Edward, Dalhousie et la brasserie Molson).

#### Premiers collecteurs
À la suite de l’épidémie de typhus de 1847, James A. B. McGill propose un ambitieux plan le 2 mars 1849 qui prévoit la construction de trois égouts collecteurs passant respectivement sous les rues Sainte-Catherine, Craig et William. L'instabilité politique à la suite de l'incendie du parlement et la priorité donnée à l'aqueduc empêchent l'adoption de ce plan. Dix années après McGill, l'ingénieur John P. Doyle va plus loin avec un rapport exhaustif dénonçant l'état de délabrement avancé des égouts existants qu'il juge mal construits et recommandant la construction de sept grands égouts collecteurs capables de drainer tout le territoire montréalais.
Les tergiversations à la mairie vont bon train lorsque, le 15 avril 1861, une terrible inondation frappe la ville. La grogne des citoyens, dont certains influents comme le banquier William Molson, fait finalement adopter une partie du plan, malgré l'endettement déjà lourd de la municipalité. Les travaux débutent en 1862 et vont s'étaler jusqu'en 1867. Cependant, sur les six collecteurs construit, un seul (McGill) est conforme au plan de Doyle. En 1876, l’étroit tunnel sous la rue Craig est remplacé, après trois ans de travaux, par un égout collecteur en maçonnerie de 5,5 m de hauteur et 2,4 m (8 pieds) de largeur qui devient le principal de la métropole.

#### Extension du réseau

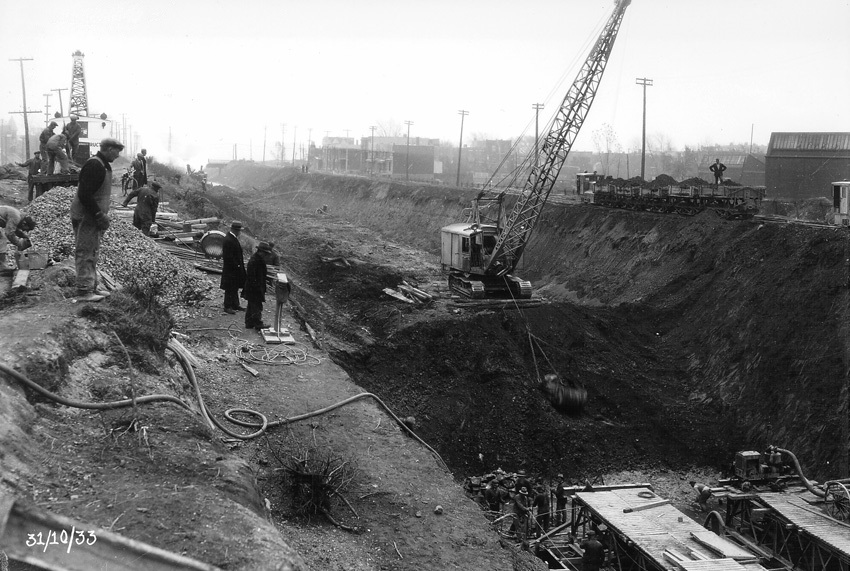
Tranchée de l’égout collecteur Saint-Pierre, 1933.

Au début du XXe siècle, le béton commence à remplacer la brique. La ville grandit et son réseau d'égouts vieillissant n'est plus adapté. Un mois avant le krach de Wall Street le conseil municipal autorise plus de sept millions de dollars pour canaliser la rivière Saint-Pierre et créer l'un des plus grands égouts de la ville, le collecteur Saint-Pierre. Durant la crise des années 1930, 11 millions de dollars supplémentaires sont dépensés pour fournir du travail à 10 000 hommes et construire 15 égouts.

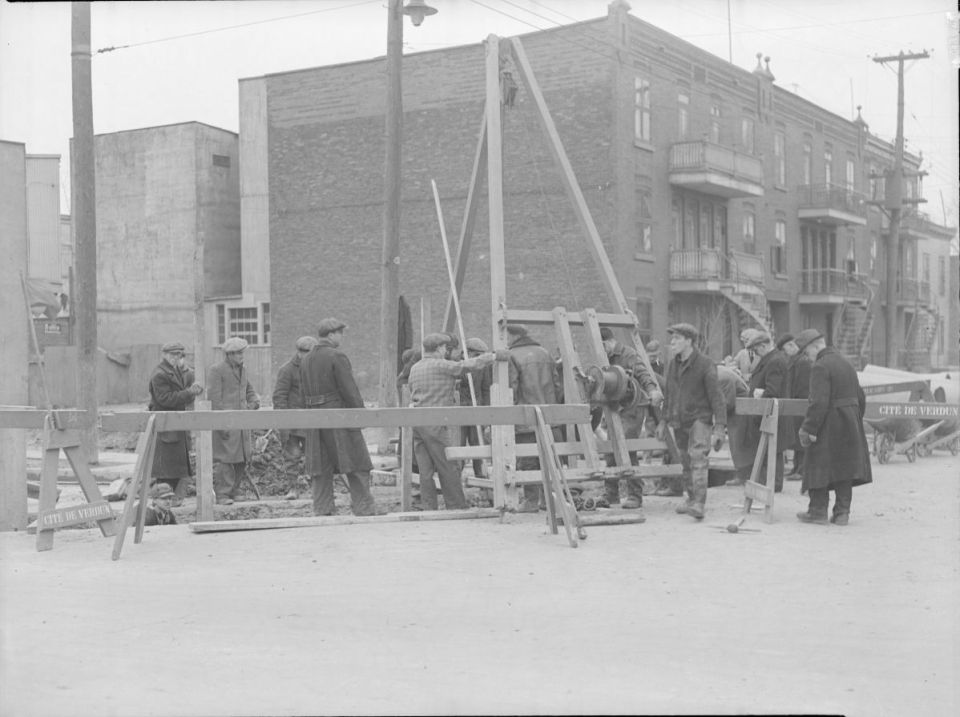
Construction d'égouts à Verdun, 1938.

Dans les années 1950, au développement des banlieues proches s'ajoute la démocratisation de l'automobile et ses chaussées d'asphalte n'absorbant plus l'eau de pluie. Sous la direction de Lucien L'Allier, qui fort de cette expertise deviendra « le père du métro », dix nouveaux égouts collecteurs sont construits entre 1952 et 1962. En forme de fer à cheval, faits de béton et d'une hauteur maximale de 4,4 m (14,5 pi), ils sont creusés en tranchées couvertes ou par abattage comme le seront les tunnels du métro. En 1961 est achevé la canalisation, sur 7 km, de ce qui restait de la rivière Saint-Pierre. Ainsi entre 1920 et 1965, Montréal développe un réseau de larges égouts collecteurs chargés d'emmener efficacement les eaux usées vers les cours d'eau rapides encerclant l’île. Une moyenne de 1,5 million de m³ d'eaux usées y sont alors déversés quotidiennement.

### Traitement tardif
Dès 1930, le gouvernement provincial ordonne que la ville traite une partie des eaux usées rejetées dans la rivière des Prairies. Montréal lance alors la construction de l'intercepteur nord, un tunnel de 4,26 mètres (14 pieds) de diamètre devant amener les eaux sanitaires à une éventuelle station d'épuration sur l'île de la Visitation. La complétion de l'intercepteur prendra 25 ans et le projet d'usine de traitement sera abandonné alors même que depuis les années 1940 la salubrité des cours d'eau se dégrade et que des villes comme Toronto nettoient déjà 98 % de leurs eaux usées.
À la fin des années 1960, la qualité de l’eau autour de Montréal s’est à ce point détériorée que les risques sanitaires ne sont plus acceptables. À l'été 1967 le maire Jean Drapeau propose l'installation de deux usines de traitement, l'une proche du pont Victoria serait responsable des eaux de l'ouest de l’île, l'autre sur l'île Sainte-Thérèse s'occuperait de celles de l'est. Ces plans sont mis en veilleuse par « préoccupations environnementales ».
Au tournant des années 1970, après plusieurs années de débats, les municipalités membres de la nouvelle communauté urbaine de Montréal s’entendent pour construire une unique usine d’épuration des eaux usées dans Pointe-aux-Trembles, par souci d'économie. Les travaux de prolongement de l'intercepteur nord vers l'est et de construction d'intercepteurs supplémentaires débutent en novembre 1974. La construction de la station d'épuration s’échelonne d’avril 1976 à juin 1984, date à laquelle elle entre en service. Pourtant, il faudra attendre 1996 pour que la totalité des eaux usées de l’île de Montréal et l’île-Bizard y soient acheminées. Le large dépassement de l'échéancier et des coûts prévus retarderont jusqu’à aujourd'hui la mise en place prévue d'une étape secondaire de traitement des eaux usées.
Au printemps et à l'automne 2003, à l'automne 2005 puis dernièrement en novembre 2015, des travaux sur l'égout intercepteur sud nécessitant son assèchement ont entraînés le rejet d'eaux usées dans le fleuve.

## Réseau

### Caractéristiques
Les égouts de Montréal sont organisés en trois niveaux :
- L'égout local, enfoui sous les rues, collecte les eaux usées sanitaires (toilettes, ménagères, industrielles, nettoyage de voirie, fontaines, etc.).
- L’égout collecteur, de plus grand diamètre (0,3 à 4,5 mètres), vers lequel les conduites locales d'un quartier convergent.
- L’égout intercepteur, relié à la station d'épuration, dans lequel les collecteurs se déversent. Les intercepteurs, d'un diamètre allant de 1,8 à 5,4 mètres de diamètre, ceinturent l'île de Montréal, interceptant l'eau en 180 points avant qu'elle ne puisse atteindre le fleuve Saint-Laurent où la rivière des Prairies. Trois sections les distinguent: L'intercepteur nord. L'intercepteur sud-ouest, raccordé à l'intercepteur nord, et l'intercepteur sud-est[11].

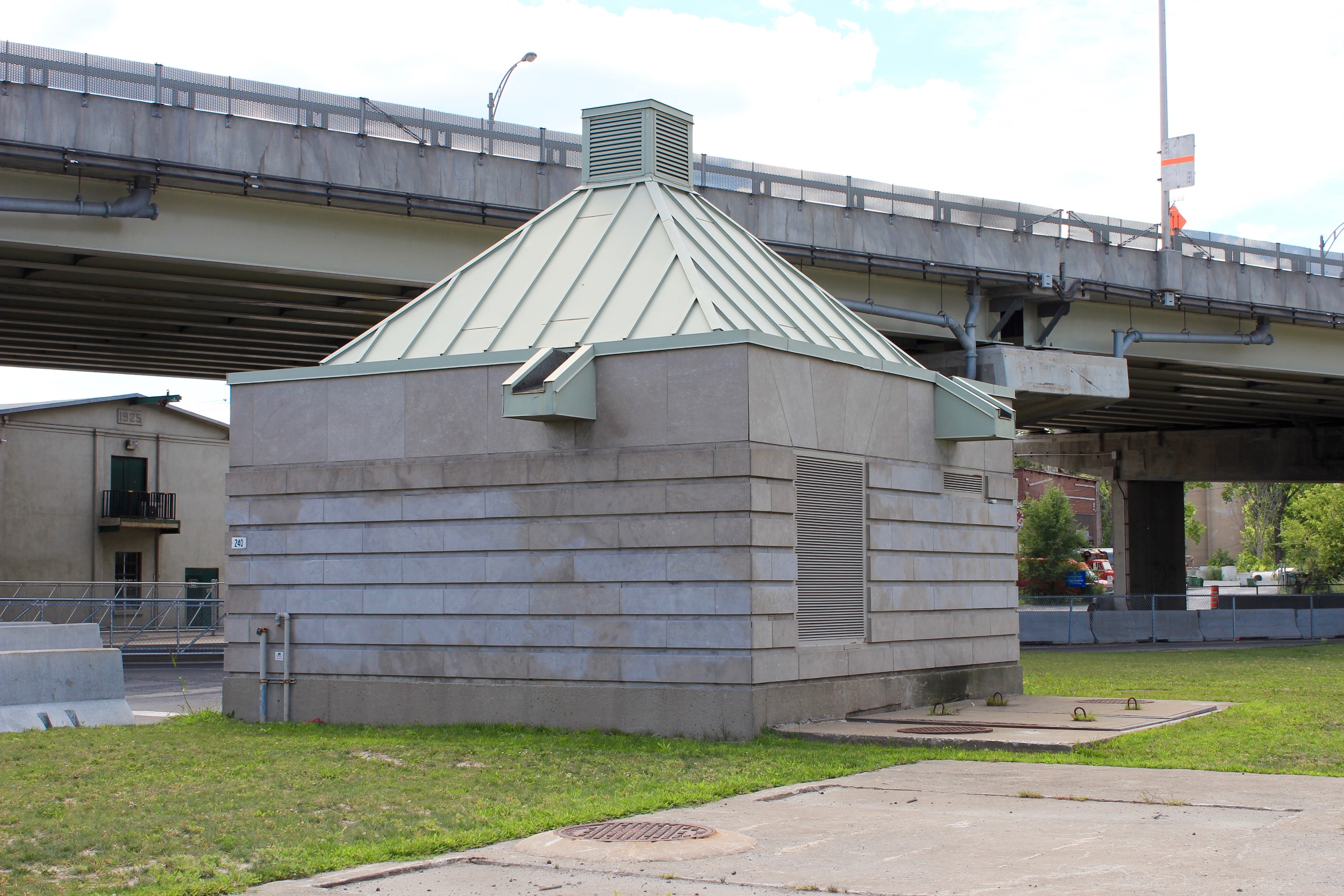
Structure d'accès à la chambre de régulation Riverside de l'intercepteur sud.

La très grande majorité du réseau fonctionne sans l'aide de pompes, simplement grâce à la gravité. L'écoulement se fait donc des hauteurs vers les intercepteurs longeant le fleuve, au sud de l’île, et la rivière des Prairies, au nord. Les intercepteurs nord et sud-est sont creusés avec une pente d'ouest en est, ou ils atteignent respectivement 27 et 43 mètres de profondeur. La connexion entre égouts collecteurs et intercepteur se fait dans de vastes chambres de régulation.
Le réseau principal d'égouts mesure 644 kilomètres, dont 414 km combinés, répartis en 519 km de collecteurs principaux, 115 km d'intercepteurs et 10 km d’émissaires de débordement. Le réseau secondaire mesure 4 300 km dont 3 000 km d'égouts combinés. S'ajoutent 140 postes de pompage, 14 ouvrages de rétention principaux et 19 secondaires.

### Gestion des eaux pluviales
À Montréal deux types d'égouts cohabitent. Sur les presque deux tiers du territoire de l'île (63 %) le réseau est unitaire, eaux sanitaires et eaux de pluie sont recueillies par la même conduite, au risque de déborder en période de pluie intense. Le réseau du tiers ouest de l'île est séparatif, l'eau de pluie, canalisée par les égouts pluviaux, est déversée directement dans les cours d'eau, au risque de les polluer. En effet, les eaux pluviales entraînent des polluants atmosphériques et de ruissellement des toits et chaussées (huiles de vidange, métaux lourds, poussières de pneu, etc.).
En cas d'orage, quand la capacité maximale de traitement de la station d'épuration est atteinte (88 m3/s), 126 ouvrages de surverse rejettent le surplus d'eau dans le cours d'eau le plus proche via leurs émissaires de débordement. La plupart des « ouvrages de régulation » sont statiques: leur architecture détermine le débit d'eau qu'ils peuvent accepter. 36 d'entre eux cependant, dits dynamiques, sont contrôlés depuis la station d'épuration via un système de contrôle intégré des intercepteurs (CIDI) permettant de limiter la surverse en déviant le surplus d'eau vers une cinquantaine de bassins de rétention.

#### Bassins de rétention
Un exemple d'une telle structure est le vaste bassin de rétention Marc-Aurèle-Fortin, construit en 2016 sous le boulevard Perras. Cet ouvrage est une chambre en béton armé de 190 mètres de long pour 4 m de haut et 7 m de large, enterrée à 6 m de profondeur, capable de retenir 4 000 m3 d'eau sanitaire excédentaire autrement destinée à la rivière des Prairies,. La ville dispose de onze ouvrages de rétention semblables et en construit six autres (Rockfield, Leduc, Lavigne, William, Garibaldiet Saint-Thomas) dans le but d'amener le nombre d'épisodes de surverse de 24 à moins de trois en moyenne par année.

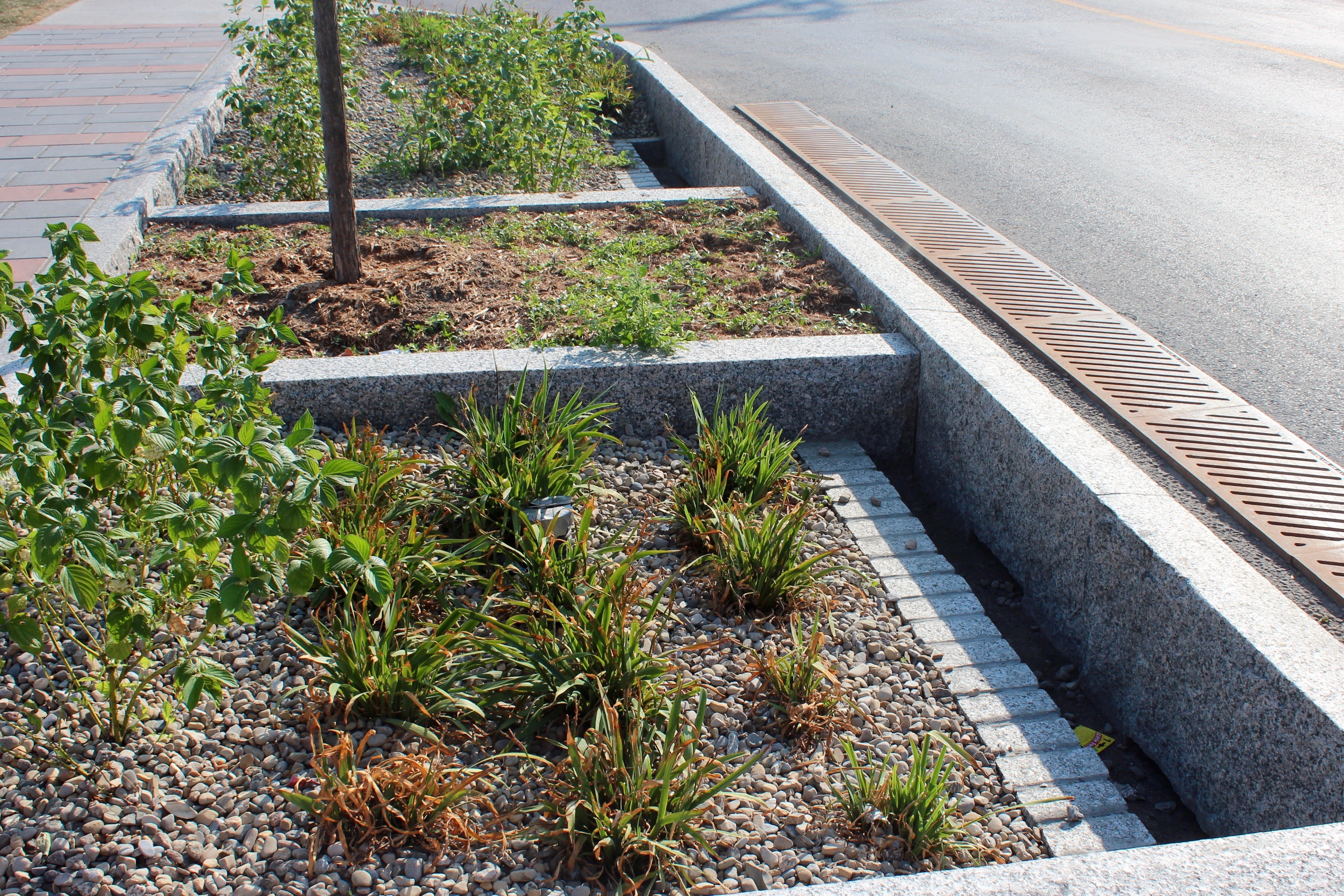
Bassin de bio-rétention des eaux pluviales rue Paré.

Montréal déploie aussi de plus en plus des bassins de rétention des eaux pluviales de tailles variées permettant, outre la réduction de l’effet d’îlot de chaleur, de réduire les coûts d’entretien des canalisations et de traitement des eaux usées en retenant une partie de ces eaux en amont de l’égout. Par exemple, le bassin du Domaine Chartier de l’arrondissement Saint-Laurent, aménagé sous des lignes électriques, offre un volume de rétention de 35 000 m3 ainsi qu'un espace naturel.

### Gestion de la neige
La ville interdit le déversement de la neige ramassée dans les cours d'eau. Des structures de déversement de neiges usées, ou chutes à neige, ont été aménagées à certains endroits, directement au-dessus des intercepteurs, pour les recevoir. La température des eaux usées fait fondre la neige usée qui est ainsi amenée à la station d'épuration.
Par exemple, la chute à neige Riverside, construite en 2015 sur la rue Mill pour remplacer la chute Wellington, est un puits de 3,6 mètres sur 4 m, atteignant l'intercepteur sud-est, 35 m plus bas. Elle a une capacité de 26 camions 12 roues à l'heure, soit environ 650 m3/h de neige.

### Gestion des eaux usées
Le Conseil d'agglomération de Montréal s'occupe de la collecte et du transport des eaux usées et pluviales sur son territoire ainsi que de leur assainissement depuis 1984.
En 2009, le règlement 2008-47 régissant les rejets des eaux usées commerciales et industrielles au réseau d’égout sur le territoire de la Communauté métropolitaine de Montréal est adopté. Après une période de transition, il est entré en vigueur au 1er janvier 2012.
Le règlement CMM 2008-47 traite du rejet aux égouts et dans certains cours d'eau des eaux usées et des eaux pluviales. Il établit l'obligation de prétraiter les eaux usées de certaines catégories d'établissement. Il interdit également l'utilisation de broyeurs alimentaires.
Le règlement établit la liste des contaminants dont le rejet est interdit aux égouts et les paramètres à ne pas dépasser pour les substances à surveiller. Le règlement explicite les mesures de suivi de la qualité des eaux et les actions à entreprendre lors du dépassement des limites tolérées pour les contaminants de base, les contaminants inorganiques et les contaminants organique. Il indique également la procédure à suivre en cas de déversements accidentels,.
Les contrevenants au règlement 2008-47 de la CMM s'exposent à des amendes et des peines d'emprisonnement.

#### Station d'épuration des eaux
La station d'épuration Jean-R. Marcotte, la plus grande du monde en termes de capacité, permet de traiter 99 % des eaux usées du territoire de Montréal avant de les rejeter dans le Saint-Laurent. 2,7 millions de m³/jour d'eaux usées par temps sec et jusqu'à 7,6 millions de m³/jour par temps de pluie passent par cette station ; ce qui représente presque 50 % des eaux usées du Québec. À noter qu'environ un tiers de l'eau reçue est de l'eau potable fuyant du réseau d'aqueduc dans les égouts.

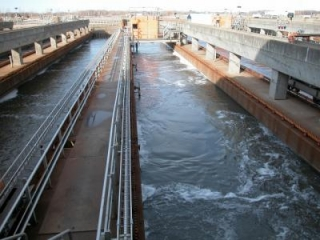
Bassins de dessablage de la station d’épuration Jean-R. Marcotte.

Les eaux usées, amenées par gravité à la station par deux intercepteurs (nord et sud), se déversent dans un puits de 68,5 mètres de diamètre, profond de 55 mètres, d’où elles sont pompées à la hauteur du sol par 17 pompes. De là elles subissent trois étapes de traitement, soit :
- le dégrillage, qui élimine les solides de plus de 25 mm au moyen de huit grilles inclinées.
- le dessablage, où quatorze dessableurs enlèvent les particules abrasives de plus de 150 microns de diamètre.
- un traitement physico-chimique, qui permet de diminuer la quantité de particules en suspension par floculation. 21 décanteurs séparent écumes et boues de l'eau.

La station d’épuration maintient depuis sa mise en fonction un effluent contenant des concentrations moyennes annuelles d'environ 20 mg/L de matières en suspension et 0,5 mg/L de phosphore total. L'eau épurée est acheminée par deux conduites pour être rejetée au milieu du Saint-Laurent au sud-ouest de l’île Sainte-Thérèse.
Cependant toutes ces étapes ne débarrassent pas les eaux usées des micro-organismes, des composés pharmaceutiques, etc. Au point qu'en 1999 et 2004 le Sierra Club attribua à l'efficacité du processus montréalais la note F. Un traitement par voie biologique ne serait pas pratique car les eaux usées sanitaires sont dilués dans de grandes quantités d'eaux de pluie et d'eau potable. Une chloration aurait quant à elle un effet nocif sur la faune et la flore aquatique du fleuve. Ce problème devrait donc être résolu par l'ajout d'une usine de désinfection à l'ozone, permettant de détruire une grande partie des microbes et molécules organiques, d'ici 2021,.

## Débouchés

### Valorisation des boues

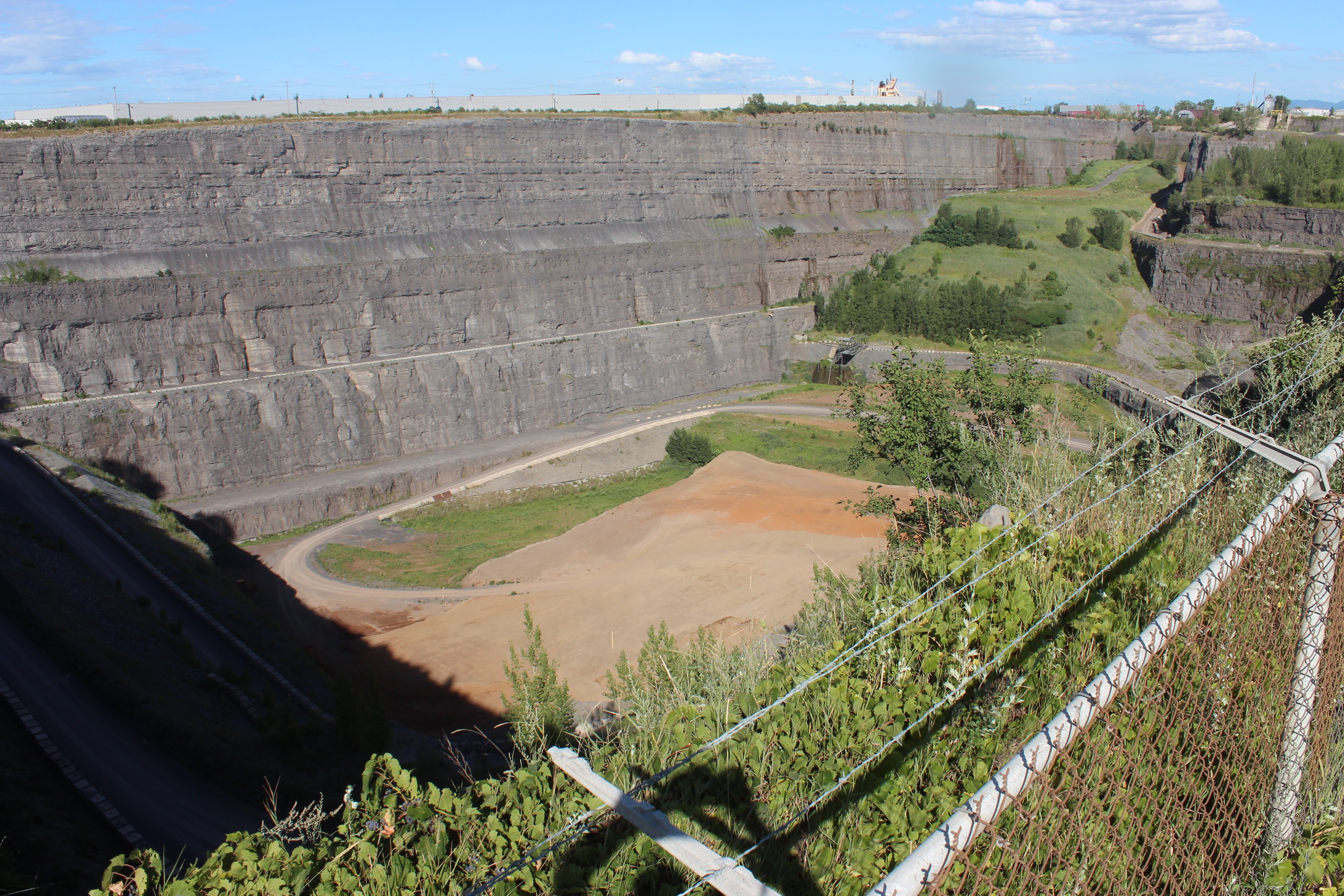
Lieu d'enfouissement sanitaire de Montréal-Est.

Les résidus d'épuration sont réutilisés. La dépollution des eaux usées entraîne principalement la production de boues constituées d'eau et de matière organique.
Les boues et les écumes extraites de l’eau subissent un essorage par pressage. Elles prennent alors l’aspect de galettes appelés « gâteaux » utilisables comme combustible. Depuis 1988, la majorité de ces gâteaux est incinérée sur place dans quatre incinérateurs à foyers multiples munis de systèmes de traitement des fumées. La chaleur produite par l’incinération des boues entretient le foyer et permet la génération de vapeur, utilisée dans la station d’épuration, entre autres pour le séchage des gâteaux restants en vue de leur transformation en granules pour stockage.
Les cendres produites par l’incinération (45 000 tonnes par années) sont transportées par camions pour être enfouies sur le site de l'ancienne carrière Demix de Montréal-Est en compagnie des résidus de dessablage (4 677 tonnes en 2007). Les résidus du processus de dégrillage (750 tonnes par années) sont enfouis au lieu d'enfouissement sanitaire à Lachenaie,.

## Dans la culture populaire

### Monuments historiques

#### Le collecteur William

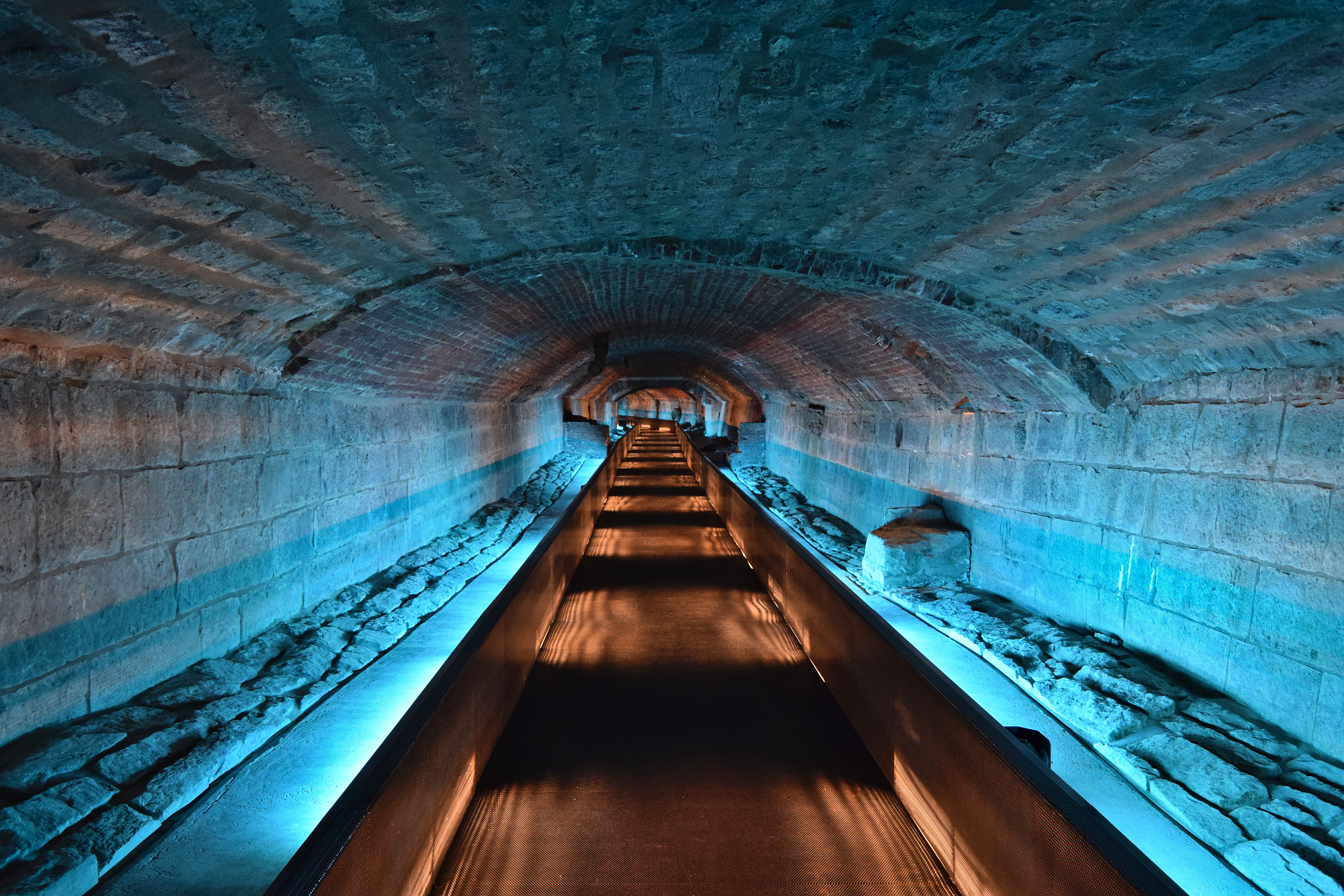
Collecteur des mémoires, le 18 février 2018.

Le musée d’archéologie et d'histoire de Montréal, Pointe-à-Callière, présente une section ouverte du collecteur William.
Depuis le mai 2017, le musée a rendu accessible le collecteur sur une distance de 375 mètres, permettant ainsi de relier les différents pavillons de la Cité d'archéologie et d'histoire de Montréal sous la place d'Youville, dans l'installation lumineuse et sonore Collecteur des mémoires.

#### Les stations de pompage
La station de pompage d'Youville, première station électrique de pompage des eaux usées à Montréal, est ouverte au public depuis 1998 comme élément du musée de Pointe-à-Callière. Construite en 1915, elle permettait d’élever les eaux usées depuis l’égout collecteur de la petite rivière Saint-Pierre vers le collecteur de la rue Craig.
Deux autres stations de pompage sont encore visibles : l'une, abandonnée, sur la rue Craig aux pieds du pont Jacques-Cartier; l'autre à ceux de l'autoroute Bonaventure, sur la rue Riverside. Cette dernière est actuellement louée par l'organisme les Forges de Montréal. La Ville de Montréal fit construire ces station de pompage en 1887 à la suite de l’inondation record du printemps 1886. Situées en bout de ligne du réseau de l’époque elles permettaient de pomper l’eau excédentaire de l'égout collecteur vers le fleuve,.

Ces stations ont été en opération jusqu’au détournement complet des eaux usées de leurs collecteurs respectifs vers l’intercepteur sud-est, en 1990.

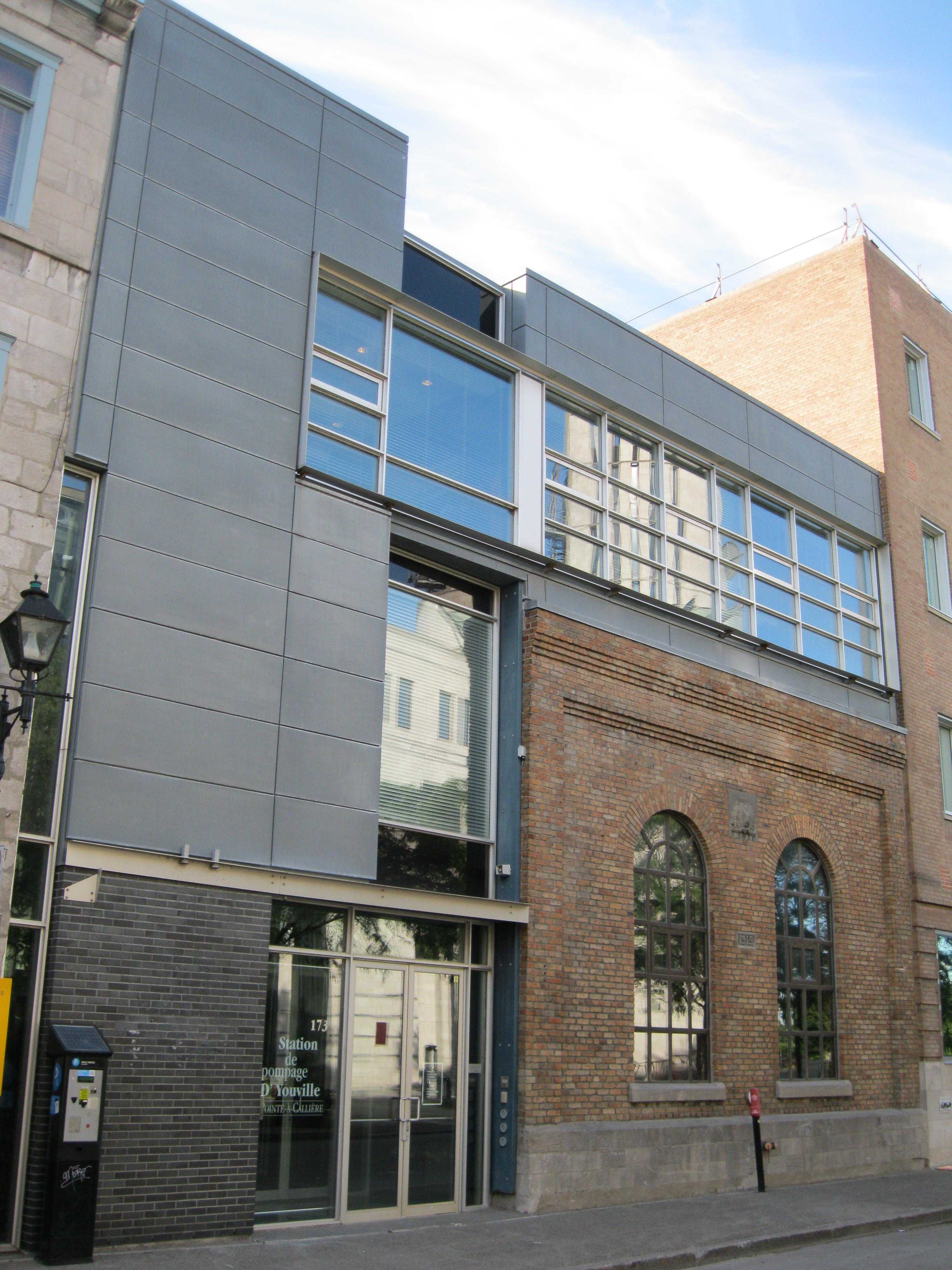
Station d'Youville.
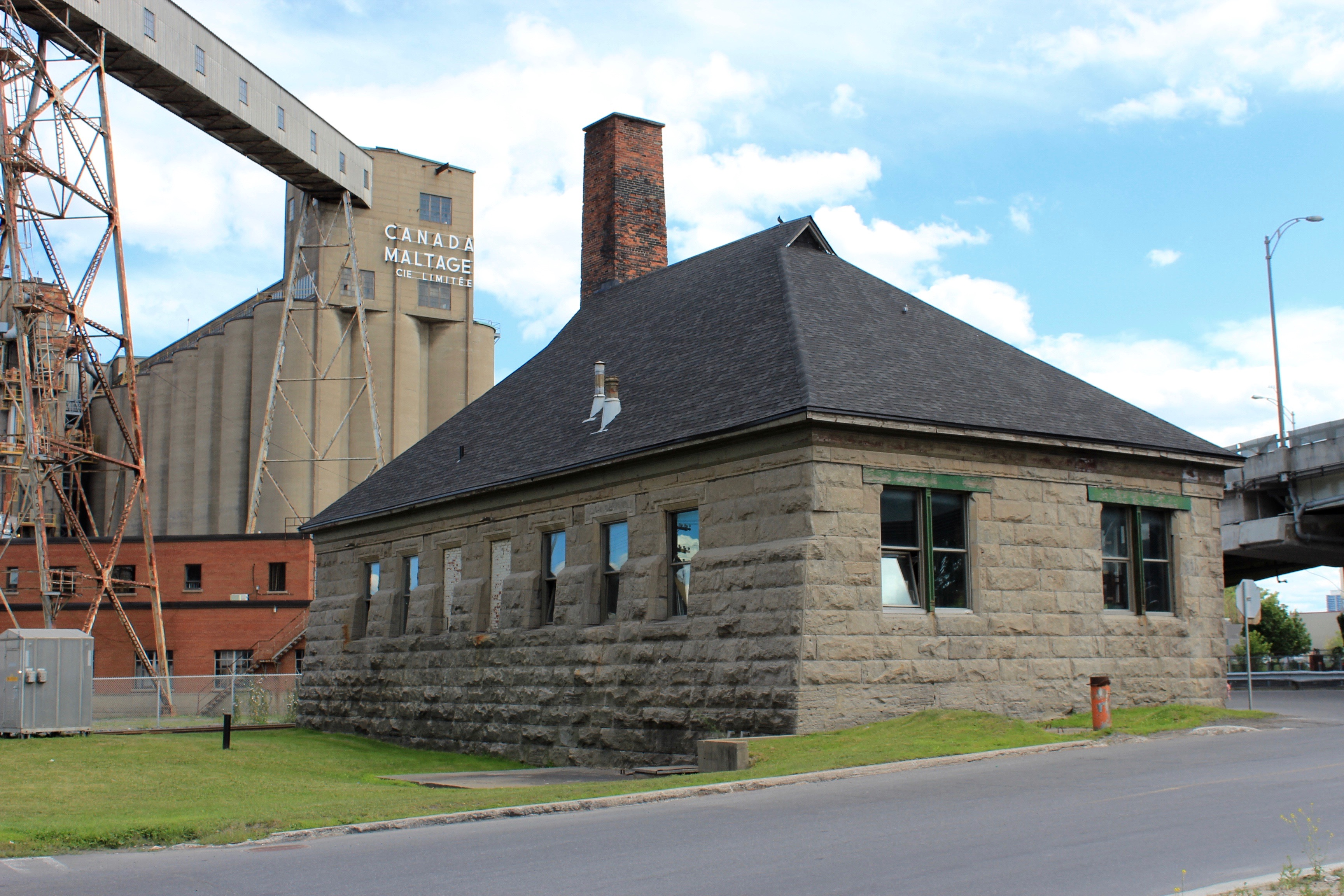
Station Riverside.
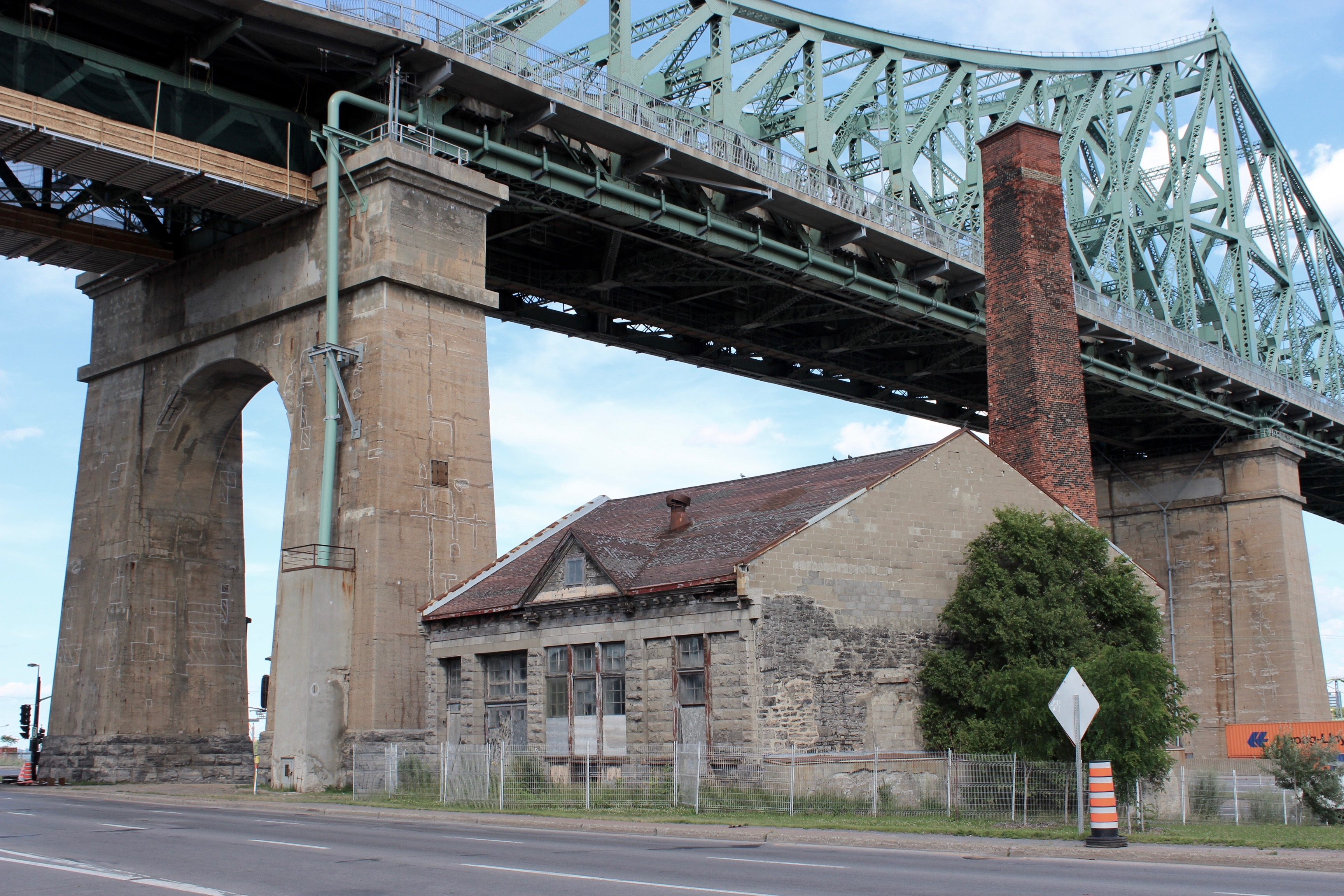
Station Craig.

### Bouches d’égouts
Il existe plusieurs types de couvercles de bouches d’accès à Montréal. Pour les égouts on distingue les couvercles sur les routes, marqués de petits diamants réduisant le bruit des véhicules passant et les couvercles sur les voies pédestres, frappés de carrés. Le mot « ajustable » ou « auto-ajustable » inscrit dessus désigne le moyen de remonter ou abaisser le couvercle lors de travaux de voiries pour le maintenir à niveau.

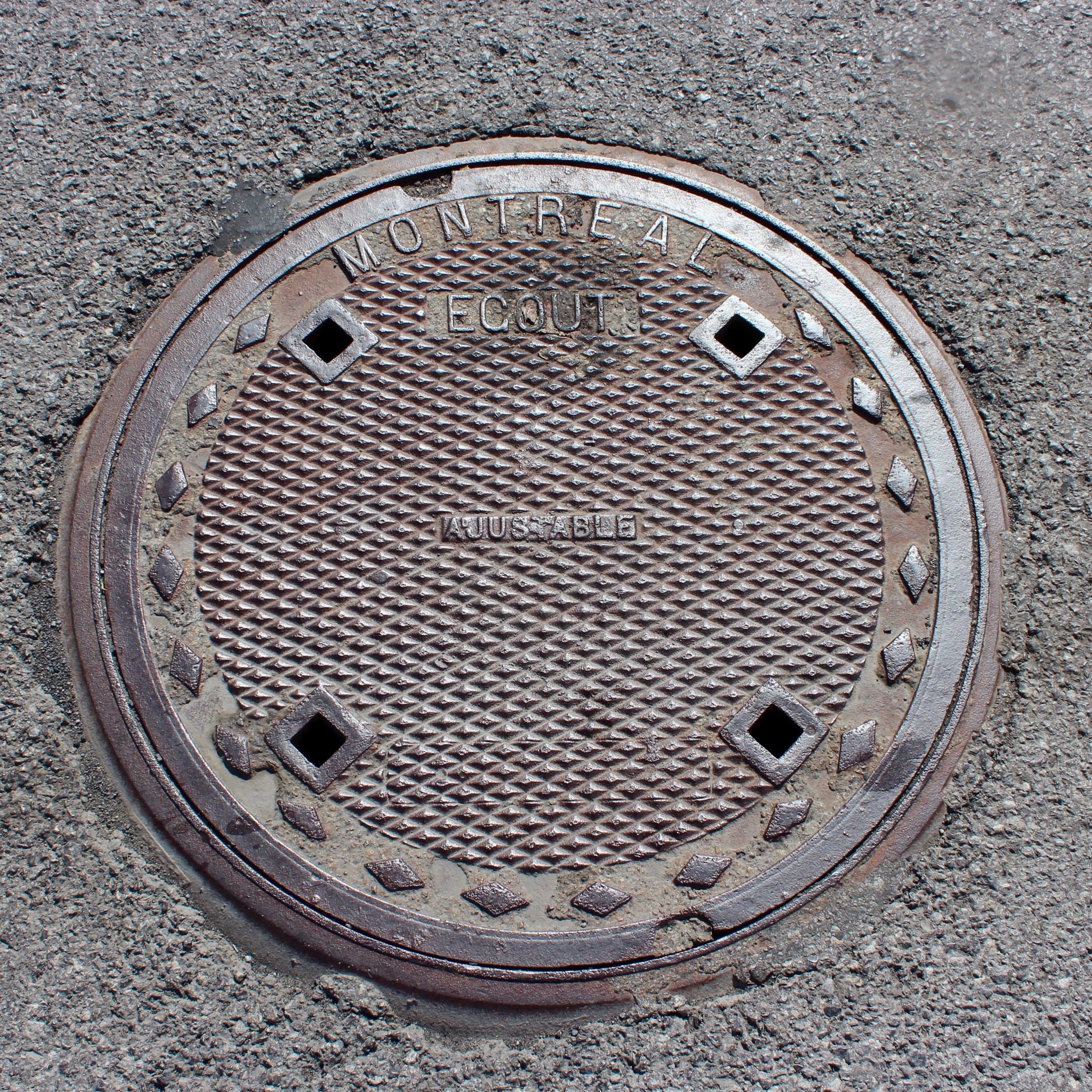
Couvercle de route ajustable.
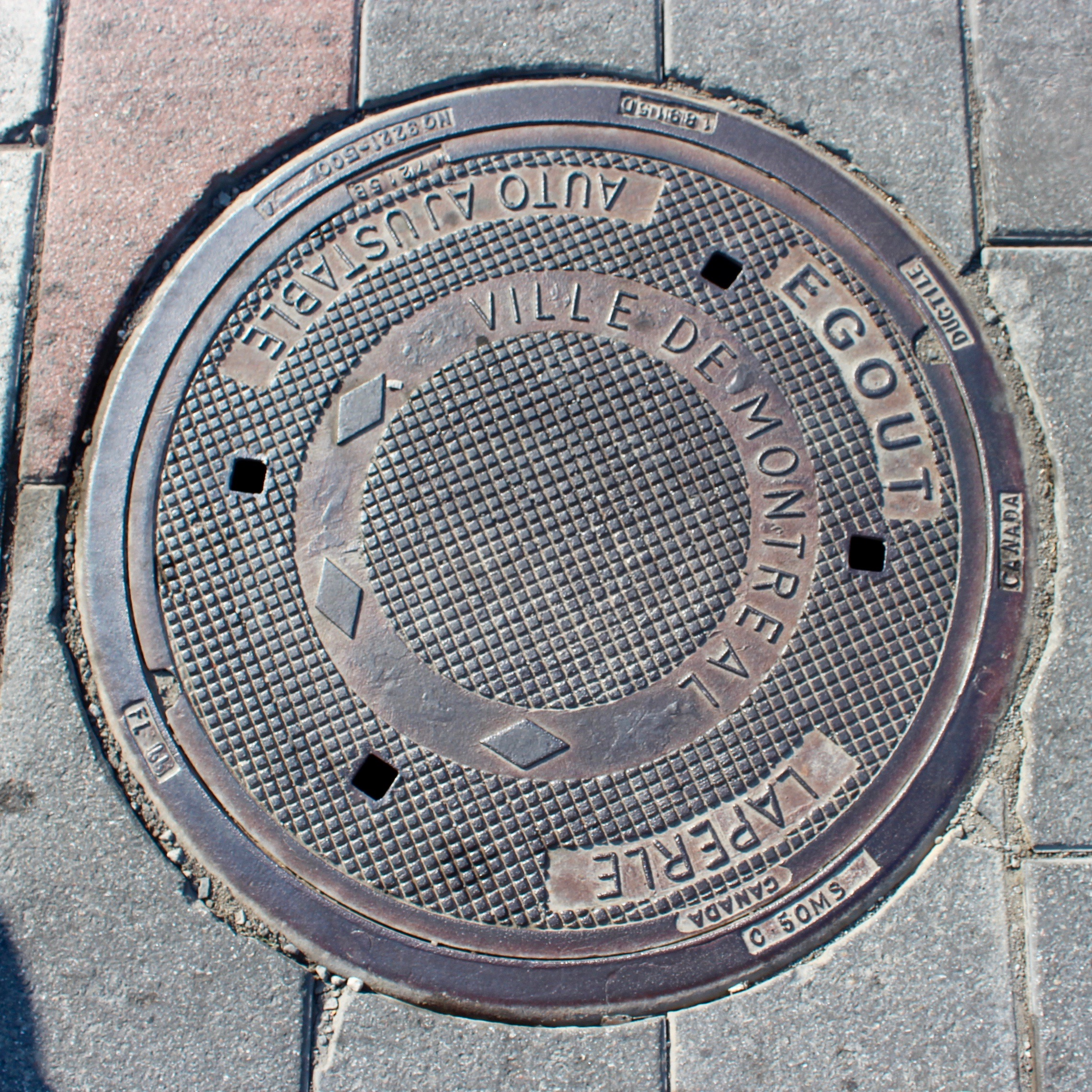
Couvercle de route auto-ajustable.

D'autres couvercles d’accès sont utilisés par les installations souterraines d'Hydro-Québec, de télécommunications, d'eau potable, de vapeur, de gaz et de métro.

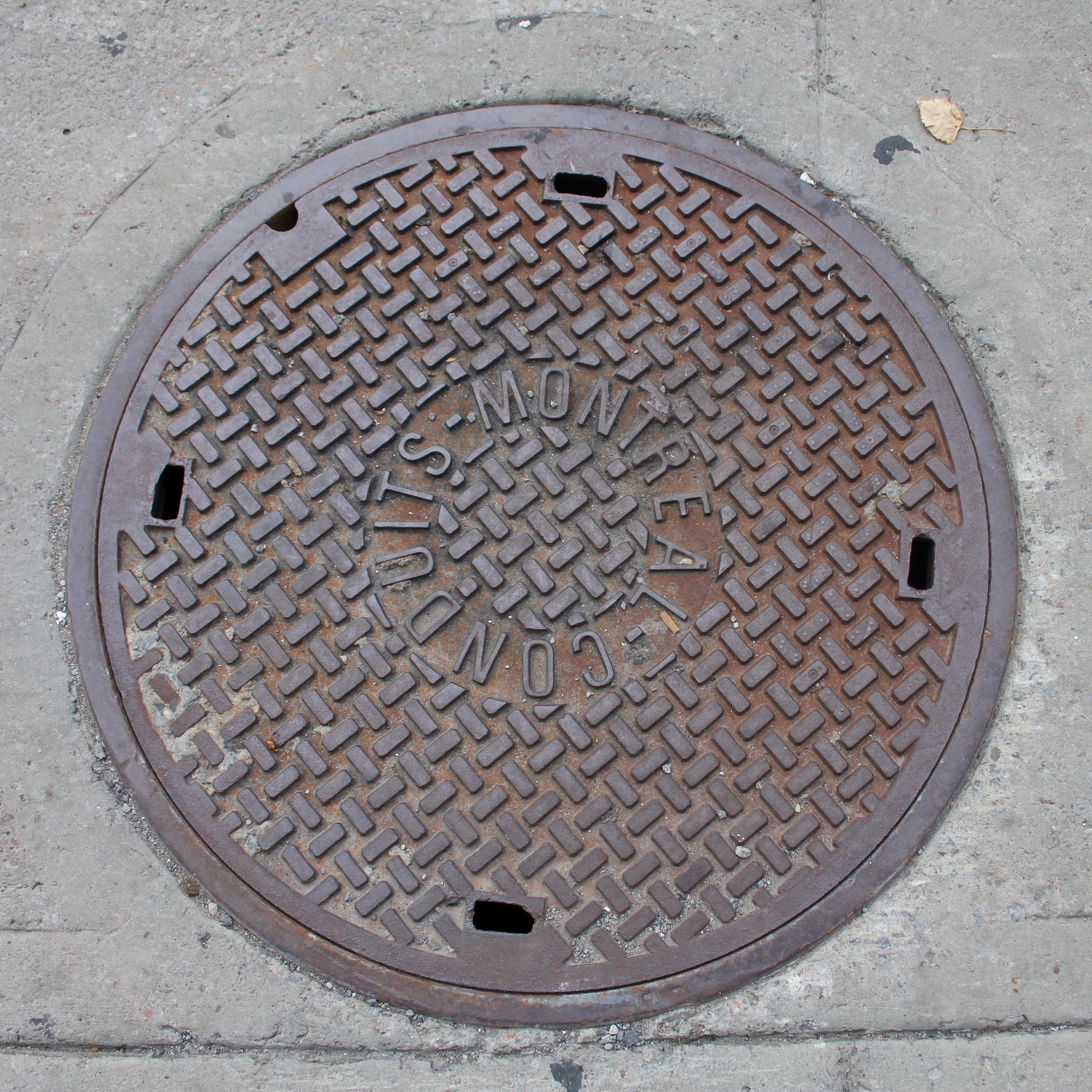
Plaque d'installation électrique.
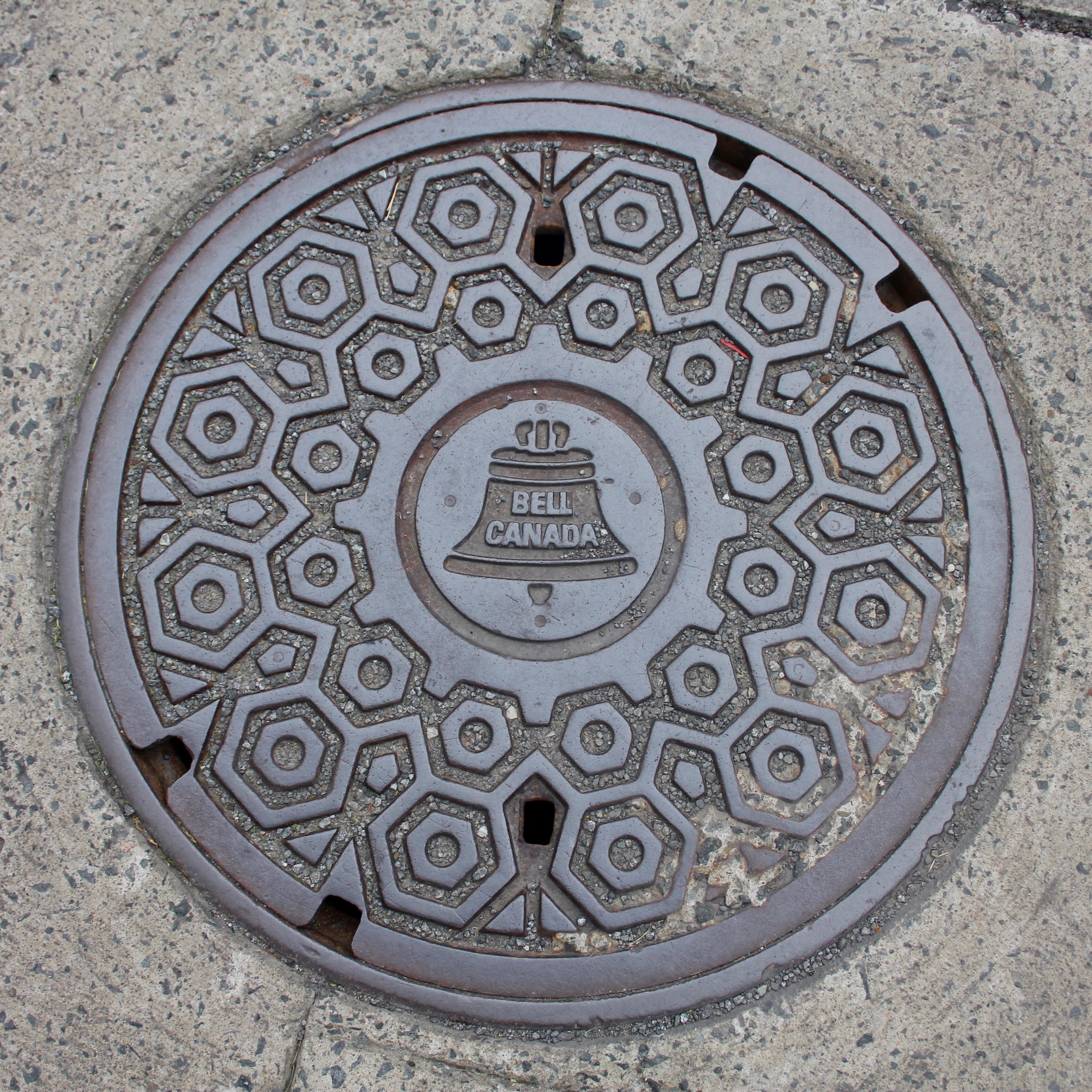
Plaque Bell Canada.
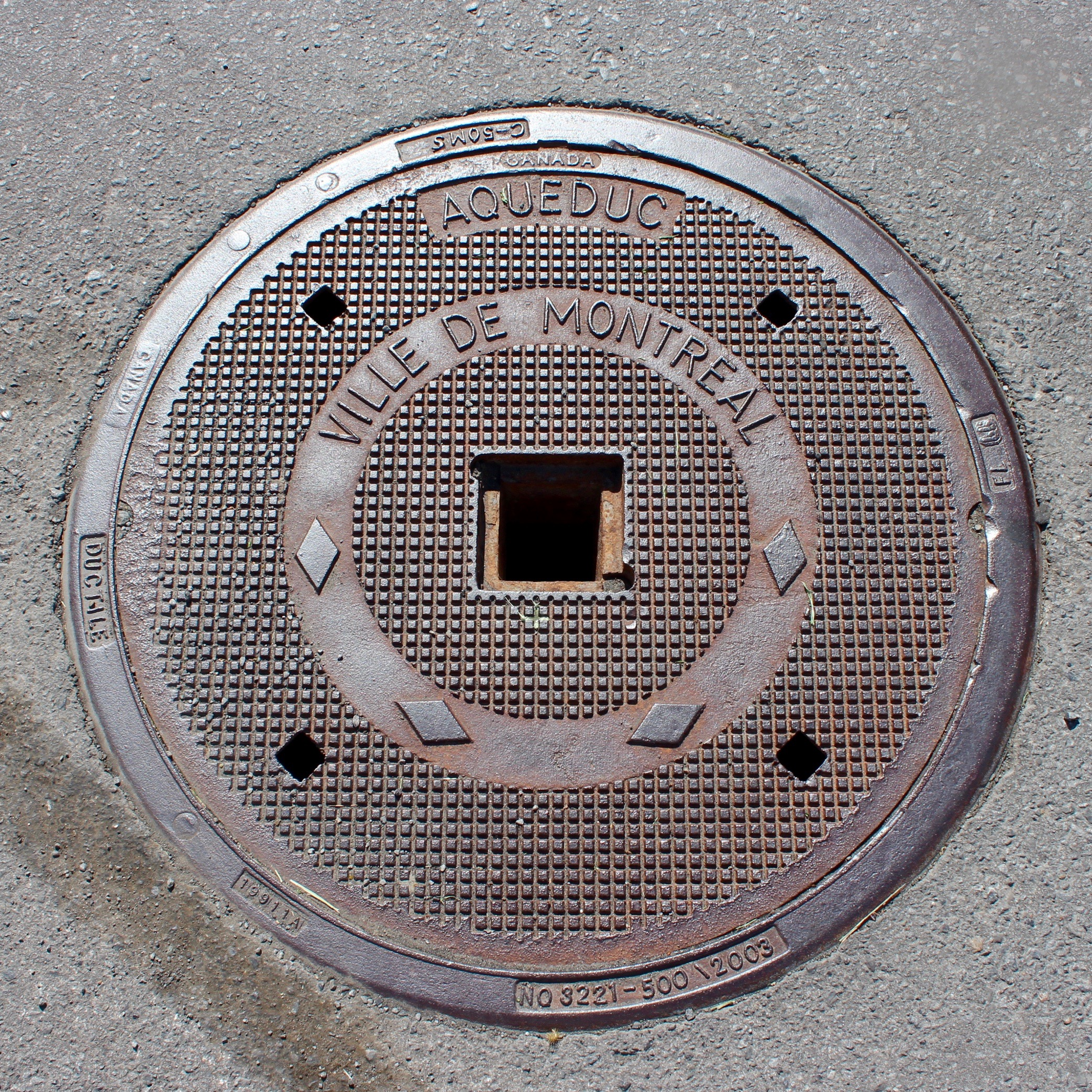
Plaque d'aqueduc et son carré central amovible.
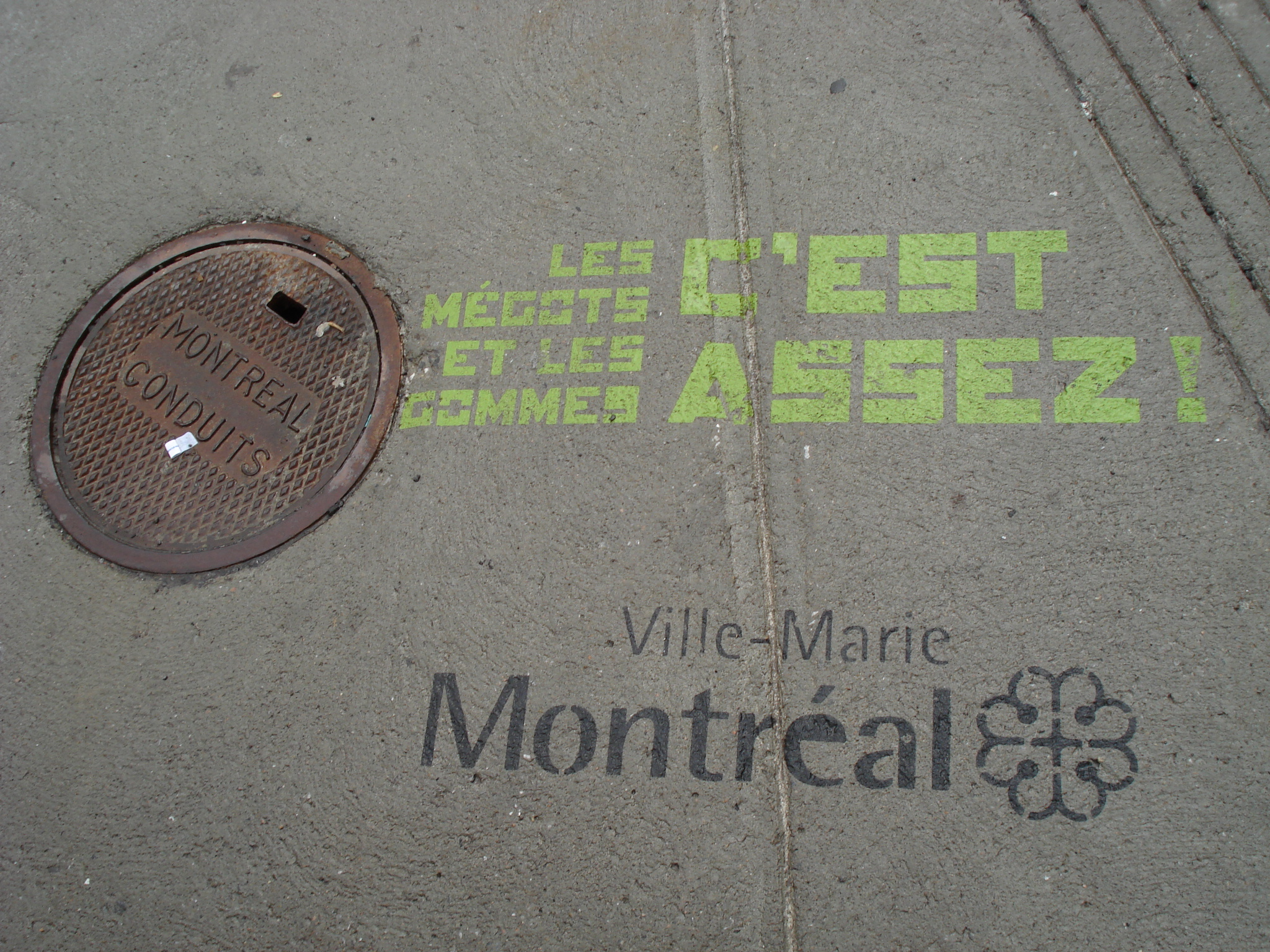
Plaque de conduits avec une inscription à portée écologique.

Projet Montréal souhaitait, pour souligner le 375e anniversaire de la fondation de la ville, la création de couvercles d’égouts artistiques comme l'ont fait Toronto, Calgary, Berlin, ou encore Yokohama.

### Le casse (raté) du siècle

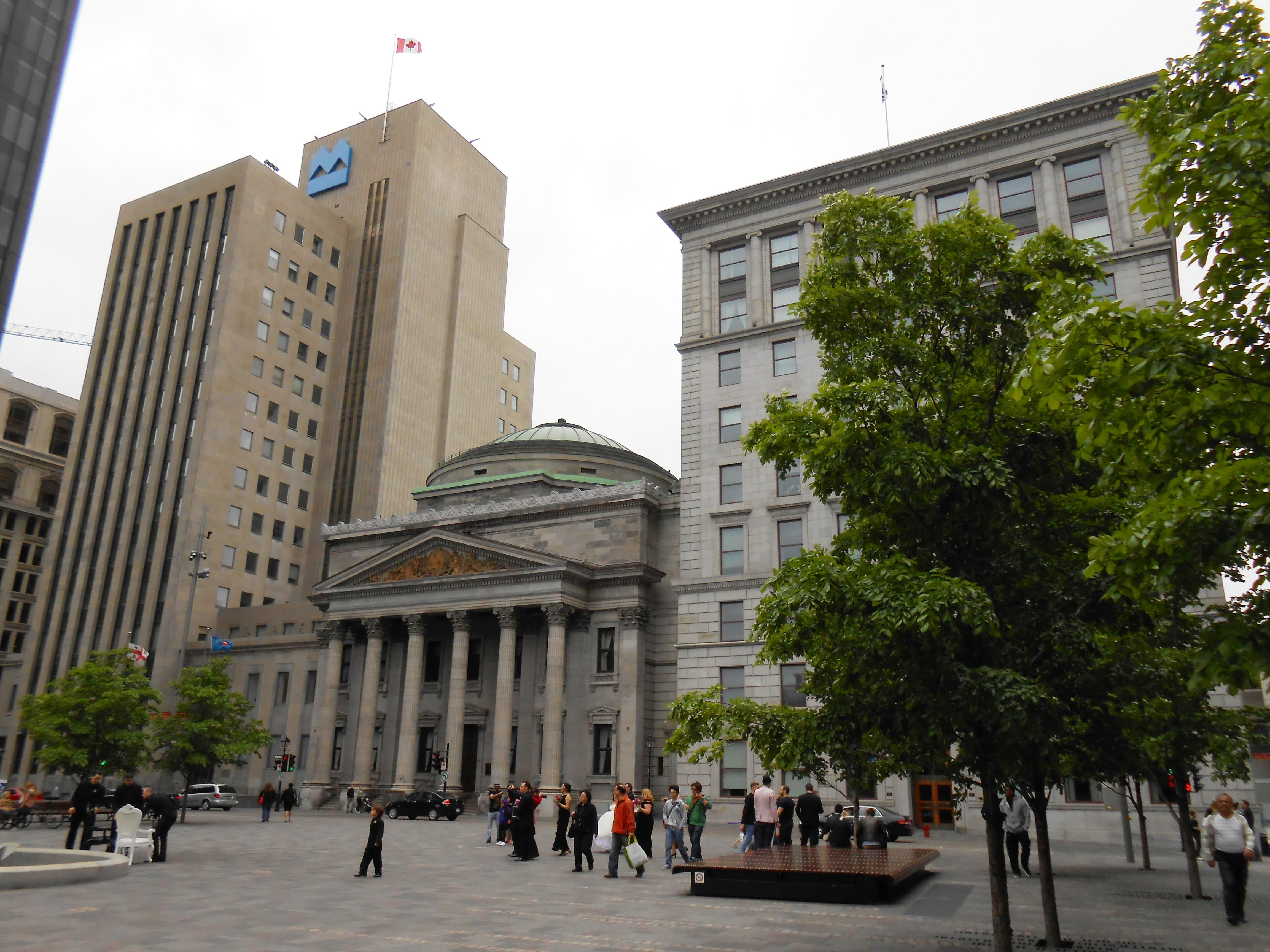
La Banque de Montréal.

En 1992, Marcel Talon élabore un plan simple : creuser un tunnel entre l'égout collecteur de la rue Craig et le sous-sol de la Banque de Montréal ou il sait, pour l'avoir visité, que l'argent est entreposé temporairement avant d'être mise au coffre. Grâce à ce stratagème il pourrait, avec un petit nombre de complices, braquer la banque et utiliser le tunnel et l’égout comme porte de sortie quand la police encerclera l'édifice.
Déguisés en employés de la ville, lui et quatre complices, entraient dans l'égout deux kilomètres plus loin, près des rues Saint-Denis et Saint-Louis. De là ils utilisaient un zodiac gonflable pour rejoindre le site de tunnelage, allant jusqu'à construire trois barrages pour maintenir un niveau d'eau suffisant pour naviguer. Au printemps 1993, après plus de quatre mois de labeur, ils achevèrent le percement d'un tunnel de 1,5 mètre de haut et de large sur 12,8 m de long atteignant les fondations de la banque.
Alors qu'il ne restait qu'à réaliser le coup, le 5 avril, un arbre s'effondra dans le tunnel, créant un trou dans la chaussée en face de l’édifice. La ville, appelée pour investiguer, mit au jour le tunnel et rendit le plan caduc. Cependant, ses auteurs ne furent pas démasqués avant que Talon lui-même, devenu délateur, n'avoue en avoir été l'instigateur en 1994.

### Note
1. ↑  Les ouvrages de rétention montréalais sont les suivants : Saint-Laurent : ouvrage Leduc (65 000 m3); Lachine : ouvrage Rockfield (45 000 m3); Cartierville : ouvrage Lavigne (30 000 m3); Griffintown : ouvrages William (12 000 m3) et Saint-Thomas (15 000 m3); Rivière-des-Prairies-Pointe-aux-Trembles : ouvrage Marc-Aurèle-Fortin (4 000 m3); Saint-Léonard : ouvrage Garibaldi (3 200 m3).